# Туба (притока Єнісею)
Туба (рос. Туба) — річка в Красноярському краї Росії, утворена злиттям річок Казир та Амил і є правою притокою Єнісею.
Довжина — 119 км, від витоку Казиру — 507 км. Протікає у відрогів Східного Саяна по Мінусінській улоговині, розбиваючись на рукави. Площа басейну — 36,9 тис. Км².
Живлення переважно снігове. Середня витрата — 771 м³/с. У басейні річки більше 1 тис. озер загальною площею близько 91 км². Впадає в Красноярське водосховище, розливаючись при впадінні настільки, що гирло Туби фактично є частиною водосховища.
Льодостав з кінця жовтня — початку грудня по квітень — початок травня.
Річка судноплавна під час повені на 99 км від гирла. Є Лісосплавною.